# Mètodes sense malla

20 punts i les seves cèl·lules de Voronoi

En el camp de l'anàlisi numèrica, els mètodes meshfree són aquells que no requereixen connexió entre nodes del domini de simulació, és a dir, una malla, sinó que es basen en la interacció de cada node amb tots els seus veïns. Com a conseqüència, les propietats extensives originals, com ara la massa o l'energia cinètica, ja no s'assignen als elements de malla sinó als nodes únics. Els mètodes Meshfree permeten la simulació d'alguns tipus de problemes difícils d'altra banda, a costa de temps de còmput addicionals i esforç de programació. L'absència d'una malla permet simulacions lagrangianes, en les quals els nodes es poden moure segons el camp de velocitat.
Un dels primers mètodes sense malla és la hidrodinàmica de partícules suavitzades, presentada el 1977. Libersky et al. van ser els primers a aplicar SPH en mecànica de sòlids. Els principals inconvenients de SPH són resultats inexactes prop dels límits i la inestabilitat de la tensió que va ser investigat per primera vegada per Swegle.

## Motivació
Els mètodes numèrics com el mètode de diferències finites, el mètode de volum finit i el mètode d'elements finits es van definir originalment en malles de punts de dades. En aquesta malla, cada punt té un nombre fix de veïns predefinits, i aquesta connectivitat entre veïns es pot utilitzar per definir operadors matemàtics com la derivada. Després, aquests operadors s'utilitzen per construir les equacions a simular, com ara les equacions d'Euler o les equacions de Navier-Stokes.
Però en les simulacions on el material que s'està simulant es pot moure (com en la dinàmica de fluids computacional) o on es poden produir grans deformacions del material (com en les simulacions de materials plàstics), la connectivitat de la malla pot ser difícil de mantenir sense introduir error en la simulació. Si la malla s'embolica o es degenera durant la simulació, és possible que els operadors definits en ella ja no donin els valors correctes. La malla es pot recrear durant la simulació (un procés anomenat remeshing), però això també pot introduir errors, ja que tots els punts de dades existents s'han de mapar a un conjunt nou i diferent de punts de dades. Els mètodes sense malla estan pensats per solucionar aquests problemes. Els mètodes sense malla també són útils per a:
- Simulacions en què la creació d'una malla útil a partir de la geometria d'un objecte 3D complex pot ser especialment difícil o requerir ajuda humana
- Simulacions on es poden crear o destruir nodes, com ara simulacions d'esquerdes
- Simulacions en què la geometria del problema es pot desalinear amb una malla fixa, com ara les simulacions de flexió
- Simulacions que contenen comportaments de materials no lineals, discontinuïtats o singularitats

## Exemple
En una simulació de diferències finites tradicional, el domini d'una simulació unidimensional seria alguna funció {\displaystyle u(x,t)}, representat com una malla de valors de dades {\displaystyle u_{i}^{n}} en punts {\displaystyle x_{i}}, on
{\displaystyle i=0,1,2...}
{\displaystyle n=0,1,2...}
{\displaystyle x_{i+1}-x_{i}=h\ \forall i}
{\displaystyle t_{n+1}-t_{n}=k\ \forall n}
Podem definir les derivades que es produeixen en l'equació que s'està simulant utilitzant algunes fórmules de diferències finites en aquest domini, per exemple
{\displaystyle {\partial u \over \partial x}={u_{i+1}^{n}-u_{i-1}^{n} \over 2h}}
i
{\displaystyle {\partial u \over \partial t}={u_{i}^{n+1}-u_{i}^{n} \over k}}
Aleshores podem utilitzar aquestes definicions de {\displaystyle u(x,t)} i les seves derivades espacials i temporals per escriure l'equació que es simula en forma de diferències finites, i després simular l'equació amb un dels molts mètodes de diferències finites.
En aquest exemple senzill, els passos (aquí el pas espacial {\displaystyle h} i pas de temps {\displaystyle k} ) són constants al llarg de tota la malla i els veïns de la malla esquerra i dreta del valor de dades a {\displaystyle x_{i}} són els valors a {\displaystyle x_{i-1}} i {\displaystyle x_{i+1}}, respectivament. En general, en diferències finites es poden permetre de manera molt senzilla passos variables al llarg de la malla, però s'han de conservar tots els nodes originals i només es poden moure de forma independent deformant els elements originals. Si fins i tot només dos de tots els nodes canvien el seu ordre, o fins i tot només un node s'afegeix o s'elimina de la simulació, això crea un defecte a la malla original i l'aproximació de diferències finites simple ja no es pot mantenir.
La hidrodinàmica de partícules suavitzades (SPH), un dels mètodes sense malla més antics, resol aquest problema tractant els punts de dades com a partícules físiques amb massa i densitat que es poden moure amb el temps i tenir algun valor. {\displaystyle u_{i}} amb ells. Aleshores SPH defineix el valor de {\displaystyle u(x,t)} entre les partícules per
{\displaystyle u(x,t_{n})=\sum _{i}m_{i}{\frac {u_{i}^{n}}{\rho _{i}}}W(|x-x_{i}|)}
on {\displaystyle m_{i}} és la massa de la partícula {\displaystyle i}, {\displaystyle \rho _{i}} és la densitat de la partícula {\displaystyle i}, i {\displaystyle W} és una funció del nucli que opera en punts de dades propers i s'escull per a la suavitat i altres qualitats útils. Per linealitat, podem escriure la derivada espacial com
{\displaystyle {\partial u \over \partial x}=\sum _{i}m_{i}{\frac {u_{i}^{n}}{\rho _{i}}}{\partial W(|x-x_{i}|) \over \partial x}}
Aleshores podem utilitzar aquestes definicions de {\displaystyle u(x,t)} i les seves derivades espacials per escriure l'equació que es simula com una equació diferencial ordinària, i simular l'equació amb un dels molts mètodes numèrics. En termes físics, això significa calcular les forces entre les partícules i després integrar aquestes forces al llarg del temps per determinar el seu moviment.
L'avantatge de SPH en aquesta situació és que les fórmules per {\displaystyle u(x,t)} i els seus derivats no depenen de cap informació d'adjacència sobre les partícules; poden utilitzar les partícules en qualsevol ordre, de manera que no importa si les partícules es mouen o fins i tot intercanvien llocs.
Un desavantatge de SPH és que requereix una programació addicional per determinar els veïns més propers d'una partícula. Des de la funció del nucli {\displaystyle W} només retorna resultats diferents de zero per a partícules properes dins del doble de la "longitud de suavització" (perquè normalment escollim funcions del nucli amb suport compacte), seria una pèrdua d'esforç calcular les sumacions anteriors sobre cada partícula en una gran simulació. Per tant, normalment els simuladors SPH requereixen algun codi addicional per accelerar el càlcul del veí més proper.